# James Graham (6e duc de Montrose)
James Graham, 6e duc de Montrose (1er mai 1878 - 20 janvier 1954) est un noble écossais, officier de marine, homme politique et ingénieur. Il prend le premier film d'une éclipse solaire et est crédité comme l'inventeur du porte-avions. 

## Vie privée

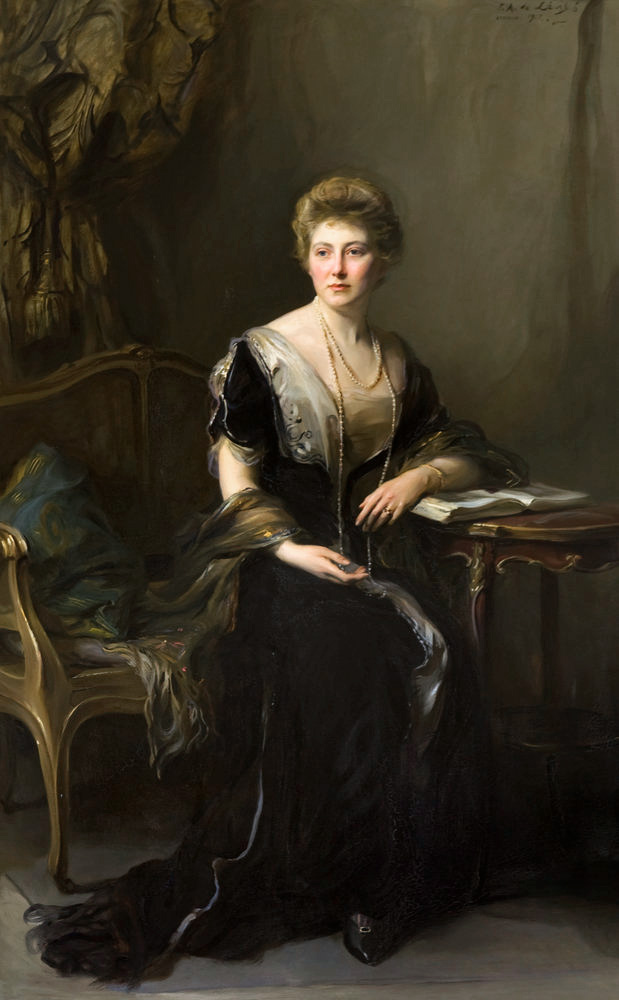
Lady Mary Louise Douglas-Hamilton, portrait de Philip de László, 1912

Fils aîné de Douglas Graham (5e duc de Montrose), James Graham fait ses études au Collège d'Eton. En 1906, il épouse Mary Douglas-Hamilton, le seul enfant de William Douglas-Hamilton (12e duc de Hamilton). Ils ont quatre enfants, James Graham (plus tard le 7e duc), Mary Graham, Ronald Graham et Jean Graham. 

## Carrière
En tant que marin, il sert dans la marine marchande et l'ASC en Afrique du Sud, au cours de laquelle il réalise le premier film d'une éclipse totale du Soleil lors d'une expédition de la Royal Astronomical Society en Inde en 1899, et participe à une mission en 1900 pour Lloyd's de Londres auprès du gouvernement sud-africain pour établir des stations télégraphiques sans fil sur la côte. Ayant joué un rôle déterminant dans la fondation de la Royal Naval Reserve (RNVR) en 1903, il sert dans le Auxiliary Naval Service pendant la Première Guerre mondiale et est par la suite commodore de la division RNVR Clyde, puis de la côte est de l'Écosse RNVR, et remplit le rôle de Commodore de l'ensemble du RNVR de 1921 jusqu'à sa retraite en 1927. En conséquence, de 1946 à 1968, le navire attaché à la division Tay de la Royal Naval Reserve (à Dundee) est temporairement renommé HMS Montrose en l'honneur du 6e duc. En 1992, la septième frégate de classe Duke Montrose est ainsi nommée pour la même raison. 
Dans sa vie politique, il est secrétaire privé adjoint non rémunéré du chancelier de l'Échiquier en 1905 et aide de camp naval du roi. Cependant, il est battu comme candidat du Parti unioniste écossais (en fait le Parti conservateur en Écosse) pour Stirlingshire en 1906, et en tant que candidat du Parti conservateur aux élections partielles de 1906 à Eye, Suffolk, et aux Élections générales britanniques de janvier 1910. Bien que détenant le titre de courtoisie de marquis de Graham à partir de 1907 (lorsque son père devient le 5e duc), il se présente à ces élections sous le nom de James Graham. Il entre à la Chambre des Lords en tant que 6e duc en 1925. Lorsque le mouvement Home Rule décide de se séparer du Parti unioniste écossais manifestement anti-Home Rule en 1932, il devient président du nouveau Parti écossais de centre droit et le dirige avec succès vers une fusion avec le Parti national de centre gauche en avril 1934, fondant ainsi le Parti national écossais moderne. Élu premier président du SNP, il rejoint le Parti libéral en 1936. 
En tant qu'ingénieur, il est l'inventeur du premier porte-avions naval du monde, quand en 1912, en tant que directeur de William Beardmore and Company de Dalmuir, il conçoit un navire marchand destiné à être livré à la Lloyd Sabaudo Line d'Italie sous le nom de SS Conte Rosso. Lorsque la guerre éclate en 1914, les travaux sur le navire ont cessé, mais reprennent en 1916 en tant que porte-avions. Les travaux de conversion sont achevés en septembre 1918 et le navire est mis en service sous le nom de HMS Argus - reconnu comme le tout premier "toit plat". Le duc est également concepteur et propriétaire du premier navire de transport maritime de pétrole lourd. 
Il est président de la British Institution of Marine Engineers en 1911 et président de la Junior Institution of Engineers en 1916 et 1917. Par la suite, il est vice-président de l'Institution of Naval Architects, un jeune frère de Trinity House, administrateur de l'honorable Company of Master Mariners, membre de la Royal Company of Archers et commodore des Sea Cadets en Écosse. En 1935, il devient le deuxième président de l'Institut national des sourds, poste qu'il occupe jusqu'à sa mort. 
Il est Lord Lieutenant du Buteshire de 1920 à 1953 et Lord haut commissaire à l'Assemblée générale de l'Église d'Écosse en 1942 et 1943. Il est nommé Commandeur de l'Ordre royal de Victoria en 1905, Compagnon du bain en 1911 et Chevalier du chardon en 1947. 